# Karmnik ościsty
Karmnik ościsty, karmnik szydlasty (Sagina subulata (Sw.) C. Presl) – gatunek rośliny z rodziny goździkowatych (Caryophyllaceae Juss.). Występuje na większości obszaru Europy. W Polsce w środowisku naturalnym jest rzadki, jest natomiast uprawiany. Po 1980 r. potwierdzono tylko jedno stanowisko w Landku.

## Morfologia

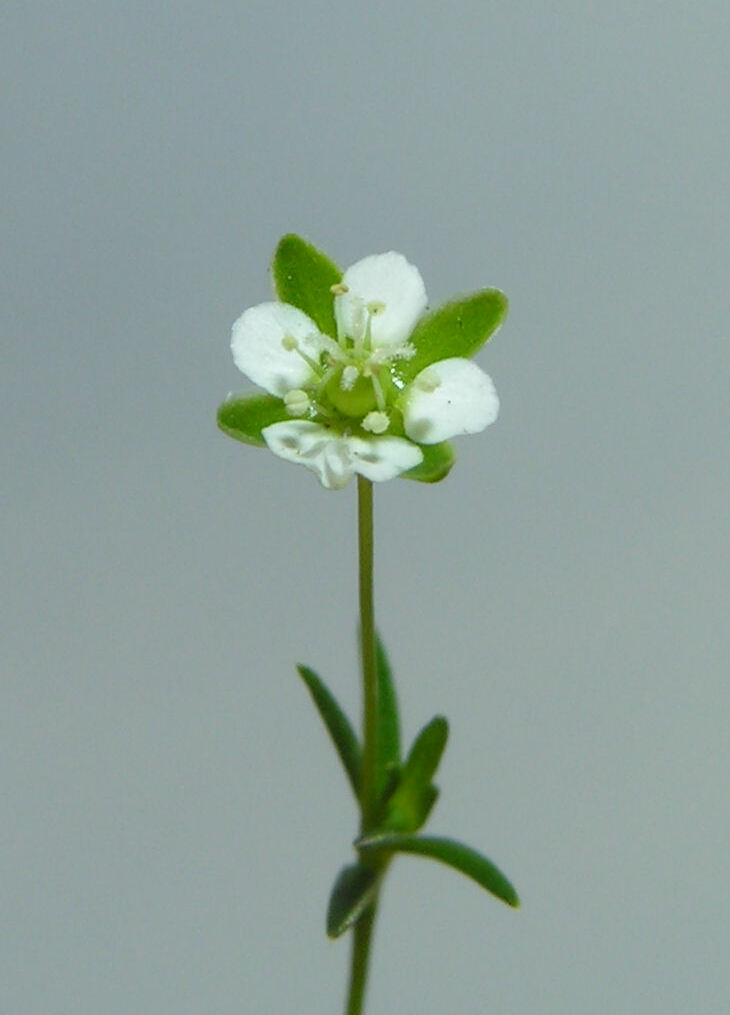
Kwiat

PokrójBardzo niska roślina poduszkowa o wysokości 5–10 cm.
LiścieZakończone ością. Pędy kwiatowe są dołem ulistnione i gruczołowato owłosione.
KwiatyBiałe, wyrastają pojedynczo lub po 2–3 na szypułkach o długości 3–4 cm. Mają tępe działki kielicha o takiej samej długości jak płatki korony.
OwocOwocem jest niewiele dłuższa od kielicha torebka.

## Biologia i ekologia
Bylina, chamefit. Rośnie na wilgotnych i piaszczystych miejscach. Kwitnie od czerwca do sierpnia. 

## Zagrożenia
Kategorie zagrożenia gatunku:
- Kategoria zagrożenia w Polsce według Czerwonej listy roślin i grzybów Polski (2006)[7]: E (wymierający); 2016: CR (krytycznie zagrożony)[8].
- Kategoria zagrożenia w Polsce według Polskiej Czerwonej Księgi Roślin (2001, 2014): CR (krytycznie zagrożony)[9].

## Zastosowanie i uprawa
Jest uprawiany jako roślina ozdobna stosowana głównie w ogródkach skalnych oraz jako roślina okrywowa (w miejscach mniej uczęszczanych). Walorami tego gatunku są bardzo niski wzrost i tworzenie gęstej poduszki z pędów. Oprócz typowej formy istnieją odmiany ozdobne, np. `Aurea` o żółtozielonych pędach. 

## Uprawa
Rozmnaża się go przez podział lub sadzonki, jego rozgałęzione pędy łatwo ukorzeniają się. Roślina dobrze rośnie na glebie przeciętnej (w piaszczystych miejscach), ale lekko wilgotnej. Wymaga nasłonecznionego lub półcienistego stanowiska.